# Sargus transversus
Sargus transversus är en tvåvingeart som beskrevs av Mcfadden 1982. Sargus transversus ingår i släktet Sargus och familjen vapenflugor. Inga underarter finns listade i Catalogue of Life.